# Pavel Sofin
Pavel Aslabekovitj Sofin (ryska: Павел Асланбекович Софьин), född den 4 september 1981, är en rysk friidrottare som tävlar i kulstötning. 
Sofin deltog vid Olympiska sommarspelen 2004 i Aten men tog sig då inte vidare till finalen. Vid inomhus-VM 2006 slutade han på fjärde plats efter en stöt på 20,68 meter. Vid EM 2006 i Göteborg blev han femma. Han var i final vid Olympiska sommarspelen 2008 i Pekingdär han blev åtta. Vid både VM 2007 i Osaka och 2009 i Berlin slutade han på tionde plats. 
Han deltog vid IAAF World Athletics Final 2009 där han slutade på tredje plats.
Modern Galina Sofina deltog i femkamp vid Olympiska sommarspelen 1968 i Mexico City.

## Personliga rekord
- Kulstötning - 20,82 från 2009